# Естонія на літніх Олімпійських іграх 2012
Естонія на літніх Олімпійських іграх 2012 була представлена 32 спортсменами в 11 видах спорту.

## Нагороди
| Медаль | Спортсмен   | Вид спорту     | Дисципліна              | Дата     |
| ------ | ----------- | -------------- | ----------------------- | -------- |
| Срібло | Гейкі Набі  | Боротьба       | Греко-римська, 120 кг   | 6 серпня |
| Бронза | Герд Кантер | Легка атлетика | Метання диска, чоловіки | 7 серпня |

## Академічне веслування
Чоловіки
| Спортсмени                                          | Дисципліна     | Відбіркові заїзди | Відбіркові заїзди | Втішний заїзд | Втішний заїзд | Чвертьфінали | Чвертьфінали | Півфінали | Півфінали | Фінал   | Фінал |
| Спортсмени                                          | Дисципліна     | Час               | Місце             | Час           | Місце         | Час          | Місце        | Час       | Місце     | Час     | Місце |
| --------------------------------------------------- | -------------- | ----------------- | ----------------- | ------------- | ------------- | ------------ | ------------ | --------- | --------- | ------- | ----- |
| Юрі-Мікк Удам Гір Сурсілд                           | Парні двійки   | 6:33.88           | 4                 | 6:38.50       | 4             | Н/Д          | Н/Д          | Н/Д       | Н/Д       | Н/Д     | 13    |
| Андрей Ямса Аллар Рая Тону Ендрексон Каспар Таймсоо | Парні четвірки | 5:42.87           | 2                 | Н/Д           | Н/Д           | Н/Д          | Н/Д          | 6.07.85   | 2         | 5.46.96 | 4     |